# 一条兼良
一条兼良（日语：／，1402年—1481年），日本战国时代初期关白、文学家，后因以太阁身份出家，又被称作一条禅閤。号桃华老人、三关老人、东斋，法名觉惠。兼良汉学水平非常高，且著述颇丰。要之则有《日本纪纂疏》、《樵谈治要》、《尺素往来》等，他有自己的藏书室桃华坊，在应仁之乱后还写成其藏书目录《夜半醒来》，为日本文化在乱世的保存做出了贡献。在《樵谈治要》中，一条兼良针对当时的社会情况和乱象，提出了著名的政治学词汇“下克上”。

## 生平
其父一条经嗣，为二条摄政良基之子。后因一条房经绝嗣而过继至一条家。兼良即经嗣三子。兼良的母亲出自菅原氏东坊城家，为东坊城秀长（式部大辅秀长）之女。兼良生于应永九年五月七日，年十五岁便靠着名门荫子法而担任权大纳言。应永二十八年二十岁时升任内大臣，并约于此时前后娶中御门宣俊之女（后被称为东御方）为妻。三十一年，任右大臣。永享元年，任左大臣。在足利义持时代，兼良的生活与室町幕府一样，属于全盛时期。他与大纳言广桥兼宣、外戚日野资国相往来，关系紧密。足利义教担任将军后，赠予兼良尾张、摄津两国的领地。永享四年，兼良曾短暂地担任过摄政，随后便让位与二条持基。其原因则是原本担任左大臣的他因为将军升官而暂时被任命为摄政，待到将军义教升任至左大臣后，兼良便又退了下来，仍由二条持基担任摄政。
从短暂的摄政任职期上卸任后，二条持基继续摄政的十四年间，兼良专心于学问，编撰了《敕撰新续古今和歌集》。文安三年，任太政大臣，位在新任摄政近卫房嗣之后。翌年，通过将军足利义胜之母日野氏的关系，罢免了房嗣，终于担任关白、藤氏长者，赐兵仗、许牛车入宫。然而，当时舆论对此却不无非议。享德二年四月，罢官，至六月准三宫宣下，食邑三千户，如忠仁公故事。享德末年，日本发生了饥荒，饥民逃入京都，一日饿死者以七百八计。长禄二年，兼良让位与其子一条教房。应仁元年，第三次出任关白，成为日本战国时代第一任关白。
但是，藤氏公卿在足利义政的怠政下也遭遇了兵燹，该年九月十九日，兼良的藏书楼桃华坊被焚，其中的藏书和宝物都化作了灰烬。兼良遂把剩余的文献移至光明峰寺保管，却连同藤原氏祖宗墓地再度被兵乱焚毁。根据本居宣长的推算，至少有三万五千卷书籍于此时流失。不久，其孙一条政房在兵库死于农民一揆。根据《应仁记》的记载，兼良称自己“悔未能生于武家”。随后便把兵库福原庄捐赠给了藤原氏祖庙春日大社和兴福寺。兼良在奈良避难了一段时间，直到文明九年为止。期间，兼良曾应斋藤妙椿之邀赴美浓与之会面并在当地旅行，还在稻叶山城与斋藤利国会过面。兼良于这段旅途中所记下的记行以这样一段文字开头：
蝴蝶梦中，贪百年之乐。蜗牛角上，论二国之诤。言善言恶，只是等闲之事。总之，一心烦恼便成愚。
旅行结束后，兼良即于大乘院出家。文明九年十二月，在多方邀请下，兼良上洛并觐见了天皇。七十八岁高龄之际，他还前往越前国拜访了大名朝仓孝景。文明十三年四月二日，兼良去世。享年八十岁。中御门宣胤对此发出哀叹道：“朝廷之仪向，后谁人可指南乎？公家之灭亡时刻到来歟？”
兼良有子教房、寻尊等多人。其子孙在一条氏旧领的庄园上建立了土佐一条家，成为亦公亦武的大名。